# Ржечицкий, Владимир Фелицианович
Владимир Фелицианович Ржечицкий (1889 — ?) — российский и советский военный деятель, подполковник, фигурант дела «Весна».

## Биография
Из семьи мещан, родился в Витебске или Минске. Окончил Казанское юнкерское училище по 1-му разряду в 1909. Служил в 61-м пехотном Владимирском полку, На 1 января 1914 младший офицер 3-й роты полка. Участник Первой мировой войны, в 1915 был дважды ранен, один раз близ деревни Глуховец. Окончил ускоренные курсы 2-й очереди Николаевской военной академии в мае 1917. Назначен обер-офицером для поручений при штабе 2-го армейского корпуса. Временно исполняющий должность начальника штаба 193-й пехотной дивизии. Добровольно вступил в РККА. Начальник штаба 2-й бригады в 17-й дивизии с ноября 1918, затем с апреля 1919 начальник штаба этой дивизии. После чего состоял для поручений при командующем 16-й армии, старший помощник начальника штаба 52-й дивизии, начальник штаба 2-й дивизии с марта 1920, начальник штаба 55-й дивизии с июля 1920, начальник штаба 13-й дивизии с августа 1920, начальник оперативного управления штаба 16-й армии с сентября 1920, командир 5-й бригады. Включён в списки Генерального штаба РККА от 15 июля 1919 и 7 августа 1920. Помощник начальника Казанской военной школы с 18 ноября 1921, в том же году вместе со школой прибыл в Киев. Принимал участие в создании Киевской объединённой школы командиров РККА имени С. С. Каменева на базе Казанской и Иркутской военных школ. С июля 1922 помощник начальника этой военной школы, затем до 1931 помощник начальника штаба по учебной части, и начальник учебной части там же. 14 апреля 1931 уволен из РККА по статье № 679, арестован органами ОГПУ по делу «Весна». 22-23 июня 1931 судебной тройкой коллегии ГПУ УССР приговорён к ВМН с заменой на 10 лет ИТЛ. Срок отбывал на Соловках. Юридически реабилитирован в 1989.

### Звания
- юнкер;
- подпоручик (1909);[3]
- поручик (1912);
- штабс-капитан (1915);
- капитан (1915);
- подполковник (1916).

### Награды
- Георгиевское оружие, за то, что в бою 1 июня 1915 за обладание Медвеловым Лесом близ деревни Демьянка-Лесная во главе своей роты под убийственным ружейным и пулемётным огнём атаковал укреплённую опушку леса, увлекая роту личным примером, довел её до удара в штыки, выбил и преследовал противника, взяв 100 пленных и вьючный обоз, 2 марта 1916;
- орден Святого Станислава 3-й степени с мечами и бантом, 12 февраля 1916;
- орден Святой Анны 3-й степени с мечами и бантом, 12 февраля 1916;
- орден Святой Анны 4-й степени, 28 июня 1915.
- орден Святого Станислава 2-й степени с мечами, 4 июня 1915.